# Leon Fust
Leon Fust (* 20. Januar 2003) ist ein deutscher Fußballspieler.

## Karriere

### Verein
Fust begann seine Karriere bei der SpVgg Kaufbeuren. Zur Saison 2016/17 wechselte er in die Jugend des FC Bayern München. Bei den Bayern spielte er ab der Saison 2018/19 für die B-Junioren, ab der Saison 2019/20 kam er für die A-Junioren zum Einsatz, für die er bis 2022 spielte. Im September 2021 debütierte er für die Reserve der Münchner in der Regionalliga. In der Saison 2021/22 kam er insgesamt zu neun Regionalligaeinsätzen. In der Saison 2022/23 absolvierte der Außenverteidiger elf Partien. In der Saison 2023/24 kam er bis zur Winterpause fünfmal zum Zug.
Im Januar 2024 wurde Fust an den österreichischen Zweitligisten SKU Amstetten verliehen. Sein Debüt in der 2. Liga gab er im Februar 2024, als er am 16. Spieltag der Saison 2023/24 gegen den Grazer AK in der Startelf stand. Während der Leihe kam er zu 15 Zweitligaeinsätzen. Zur Saison 2024/25 kehrte er zunächst nach München zurück, wo er seinen Vertrag aber im September 2024 auflöste.
Im Januar 2025 wechselt Fust nach Russland zum Drittligisten FK Kuban Krasnodar.

### Nationalmannschaft
Fust spielte zwischen 2018 und 2019 für die deutschen U-15- und U-16-Teams.